# Frontignan
Frontignan, tudi Frontignan-La-Peyrade (okcitansko Frontinhan), je letoviško mesto in občina v južnem francoskem departmaju Hérault regije Languedoc-Roussillon. Leta 2009 je mesto imelo 22.684 prebivalcev.
Svoje ime dolguje rimskemu konzulu Sextusu Juliusu Frontinusu.

## Geografija
Kraj se nahaja v pokrajini Languedoc 23 km jugozahodno od Montpelliera. Od mestne plaže ob obali Sredozemskega morja ga ločuje jezero étang d'Ingril s solinami in vodni kanal Rona-Sète.

## Uprava
Frontignan je sedež istoimenskega kantona, v katerega so poleg njegove vključene še občine Balaruc-les-Bains, Balaruc-le-Vieux, Mireval, Vic-la-Gardiole in Villeneuve-lès-Maguelone 46.405 prebivalci.
Kanton Frontignan je sestavni del okrožja Montpellier.

## Zanimivosti
- staro mestno jedro z ostanki trdnjave iz 14. stoletja,
- cerkev spreobrnenja sv. Pavla iz 12. stoletja,
- kapela spokornikov - občinski muzej,
- most pont de la Peyrade iz 17. stoletja,
- mednarodni frstival detektivskega romana,
- festival muškata; Frontignan je poznan po muškatu, sladkem vinu s kontroliranim poreklom, pridelanim izključno iz vrst istoimenske trte.

## Pobratena mesta
- Gaeta (Lazio, Italija),
- Pineda de Mar (Katalonija, Španija),
- Vizela (Portugalska).